# Mads Vinding
Mads Vinding (født 7. december 1948 i København) er en dansk bassist med jazzen som den foretrukne stil.
Blev professionel som 16-årig, og var en overgang husbassist på det legendariske spillested Montmartre. Han har medvirket på over 800 indspilninger og mere end 1000 radio/TV shows. Han har bl.a. samarbejdet med duoen Jane & Shane, hvilket skete først gang i 2012.
I 1982 modtog han Ben Webster Prisen.